# Герилица (светилище)
Мегалитното светилище Герилица се намира над село Рибново (Област Благоевград), в източното подножие на Селски връх (Западни Родопи) и в най-западната част на местността Герилица.

## Откритие
Обектът е частично проучен при теренно проучване по време на втория етап на проекта „Тракийски светилища от Западните Родопи“, организиран от Университетския научноизследователски център за древни европейски и източносредиземноморски култури, в сътрудничество с Национален археологически институт с музей при БАН – София, Народна обсерватория „Юрий Гагарин“ – Стара Загора и „Регионален етнографски музей“ гр.Пловдив.

## Описание и особености
Светилището представлява импозантна скална група със значителни размери, в североизточното подножие на които е оформена скална арка. В скалния процеп над своеобразната арка е поставен голям, грубо оформен каменен блок, който оформя втора арка над първата. Скалите на северната страна над арката, е маркирана с правоъгълен, скално изсечен жертвеник. Около сакрализираната скалата са регистрирани изкуствено оформени заравнени скални площадки върху които са разкрити керамични фрагменти. По време на теренното проучване през 2012 г. на южната страна пред скалната група е разкрит културен пласт, който е нарушен от иманярска инвазия. Екипът на проф.Васил Марков отбелязва, че дълбочината му на места достига над 1 m, а пръстта е с кафяво-черен цвят. Пластът е наситен с фрагменти от тракийска керамика – дебелостенна, изработена на ръка, груба и с много примеси, лошо изпечена с кафяво-черен цвят, като са открити и няколко фрагмента от сива керамика изработена на грънчарско колело. На около 30 m от гореописаната скална група, на друга скална площадка, намираща се до по-малка скална група, екипът открива фрагменти от керамика и част от острие на железен нож.

### Датиране
Мегалитното светилище е датирано най-общо в І хил. пр. Хр. То най-вероятно датира още от праисторическите времена и е преизползвано от по-късните тракийски племена.